# Weißstirnweber
Der Weißstirnweber (Amblyospiza albifrons) ist die einzige Art der Gattung Amblyospiza innerhalb Familie der Webervögel (Ploceidae).

## Beschreibung

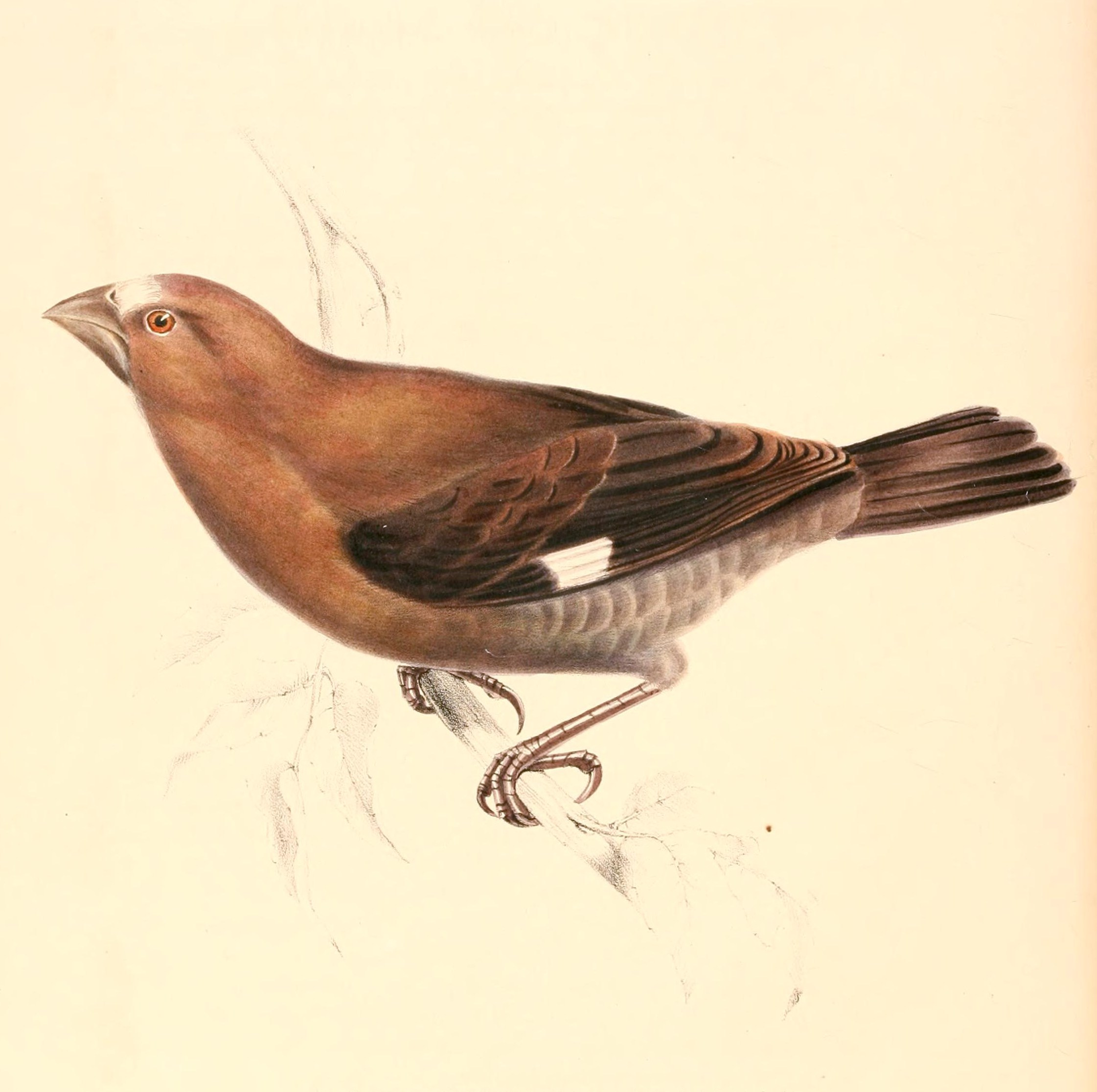
Männlicher Weißstirnweber, Illustration

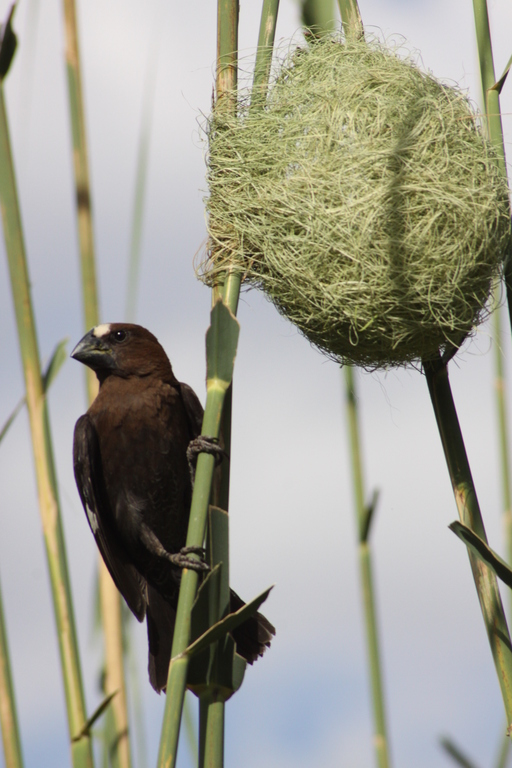
Männchen und Nest des Weißstirnwebers

Der Weißstirnweber hat braunes Gefieder, welches den gesamten Körper bedeckt, außer an der Stirn und an der unteren Flügelseite, welche einen weißen Tupfer haben. Der Schnabel und die Beine sind auch braun gefärbt. Der Unterbauch der Weibchen ist unterschiedlich stark gestreift. Die Vögel werden bis zu 19 cm groß.

## Verbreitung und Lebensweise
Die Art kommt in ganz Afrika südlich der Sahara vor. Dort bewohnt sie vor allem die Strauchsavanne und Sumpfgebiete, Uferregionen, welche sie auf der Suche nach Wasser und Nahrung, vor allem Samen und kleinere Insekten, durchstreift. Die Vögel leben paarweise oder in kleinen Gruppen zusammen.

## Fortpflanzung
Die Männchen dieser Art sind polygam. Die Vögel nisten in kleinen Gemeinschaftsnestern aus Gräsern, welche sie im Schilf oder hohem Gras bauen. In das Nest legt das Weibchen bis zu 3 Eier, welche das Weibchen ausbrütet. Die Brutzeit beträgt 9–17 Tage. Die Nestlingsdauer der Jungen beträgt ca. 3 Wochen.

## Gefährdung
Obwohl die Bestandszahlen dieser Art nicht bekannt sind, stuft die IUCN diese Art als (Least Concern) nicht gefährdet ein.